# 華盛頓和西桑德蘭 (英國國會選區)
華盛頓和西桑德蘭（英語：Washington and Sunderland West），英國國會一自治市選區，位於泰恩-威爾郡，由原北桑德蘭、南桑德蘭、蓋茨黑德和西華盛頓及霍頓和東華盛頓四個選區合併而成。
2010年大選中工黨沙朗·霍格森以52.5%選票勝出該區。